# Ispace
ispace Inc. é uma empresa privada japonesa, que desenvolve várias tecnologias de exploração espacial, incluindo espaçonaves não tripuladas. A empresa tem sedes em Tóquio, Estados Unidos, e Luxemburgo.
Surge inicialmente como uma equipe concorrendo ao prêmio Google Lunar X Prize, a ispace foi fundida, recebeu mais de 90 milhões de dólares em investimentos, e é listada na bolsa de Valores de Tóquio.